# JUN OSON
JUN OSON（ジュン・オソン、1979年 - ）は、愛知県出身の男性イラストレーター。

## 経歴・人物
愛知県長久手町に生まれその後日進市に引っ越し、高校時代に雑誌「relax」や「STUDIO VOICE」等に影響を受けデザイナーを志し愛知産業大学デザイン科にてレイアウトやパッケージデザインを学ぶ。大学卒業後は名古屋市内のデザイン事務所に勤務した後自分を表現できる仕事を求めてイラストレーターになることを決意し退職。
退職後はSNSを通じて作家同士の繋がりを作り、2005年に上京し2007年にNHKでのアニメーションを担当したことをきっかけに独立。
ジェームス・ジャービスに影響を受け、1970年代から80年代頃を意識したポップでシニカルなイラストレーションを行う。
ペンネームの「OSON」は大学時代に友人から依頼されたステッカーのチームロゴに書いた「OutSider Of Nisshin」（日進のはぐれもの）の頭文字をとったものとなっている。

## 主な作品

### 広告
- 東京理科大学「今日をステキにする科学者の名言」
- ソニー ワイヤレススピーカー「スマホ時代の音楽ライフ」
- ゼスプリ・インターナショナル・ジャパン「ありえない日本昔話「桃?太郎」」
- トヨタ自動車 「ハーモのハーモン」「WOW Technology Book」
- 東急グループ「SHIBUYA SANTA FESTIVAL」
- 東京急行電鉄「東急線工事おしらせ隊 CO:MOVE」
- 中国新聞社「からだうごかす県!宣言」
- 日本スポーツ振興センター「BIG億万長者研究所」
- 大同大学「未来を切り開け、大同大学。」
- 東京メトロ メトロ文化財団マナーポスター 2019年度「グッドマナー、プリーズ!」・2020年度「東京マナーばなし」
- 三菱グループ 創業150周年記念サイト「みらい予想図」
- 本田技研工業「Hondaイラストグラム」
- ラゾーナ川崎プラザ「バーゲン&クリアランス」
- SMBC日興証券「日興フロッギー」
- 大塚商会「Dr.Sum 20周年特設サイト」
- 不二ラテックス SKYN「#薄いよりいい」
- メルカリ「アナザーエンド白雪姫～もしもメルカリがあったら～」
- 旭化成 サランラップ「#ダジャレラップ ダランラップ」

### アニメ
- シャキーン!「どこ切る兄弟/姉妹」「なんどく列車ツアーズ」「スロットブラザーズ」「そっくり方言」「読書家姉妹」（NHK Eテレ）
- かよえ!チュー学（東海テレビ放送）
- ぐらP&ろで夫（BSフジ・TOKYO MX）
- あはれ!名作くん（NHK Eテレ→YouTube）
- スチャダラパー「暮れの元気なご挨拶（KGG）ツアー2015」演出映像
- Chip Tanaka「Beaver」ミュージックビデオ
- 花王 「ビオレデオドラントZ」Web動画広告
- UNICORN 100周年ツアー"百が如く"「チラーRhythm」演出映像

### テレビ
- 激レアさんを連れてきた。（テレビ朝日 エピソードイラスト担当）
- 体感ドキュメント 日本の異国にホームステイ（NHK Eテレ）
- ムサシ「除草バイブレーター」TVCM

### 絵本
- 香りの絵本 香りとともにものがたりの世界へ 世界名作シリーズ(3)ちびくろサンボ（幻冬舎メディアコンサルティング ISBN 978-4344995253）
- いろはであそぼ（長崎出版 ISBN 978-4860954345）

### 挿絵
- 松橋良紀「会話の達人の話し方を真似したら人見知りの僕でも楽しく雑談できました」 (SBクリエイティブ ISBN 4797382732)
- 長尾和夫 テッド・リチャーズ「ABOUT ME 自分を語って楽しく英会話を続けることができるようになる本」(アスク出版 ISBN 4872177797)
- 長尾和夫 テッド・リチャーズ「ABOUT ME 2nd Edition 英語でスラスラ自分のことが言える本」(アスク出版 ISBN 4872179250)
- 長尾和夫 アンディ・バーガー「ABOUT ME FOR STUDENTS 10代から英語で自己紹介ができる本」(アスク出版 ISBN 4866390468)
- 藤嶋昭「教えて!藤嶋昭先生 科学のギモン」 (朝日学生新聞社　ISBN 4907150326)
- 鼎・朝日小学生新聞編集部「なぜ?と考え 実験と観察で深くわかる!小学生の理科ノート」 (朝日学生新聞社 ISBN 490906429X)
- 宮本真由美「才能0のダメOLが喫茶店にいた妖精みたいなおねえさんの教えで1億円稼いだ話」（PHP研究所 ISBN 4569841872）
- 川村元気「ブレスト」（KADOKAWA ISBN 4041080401）
- 石井玄「アフタートーク」（KADOKAWA ISBN 9784046805904）
- 菊池良「タイム・スリップ芥川賞「文学って、なんのため?」と思う人のための日本文学入門」（ダイヤモンド社 ISBN 9784478109168）

### その他
- 中日ドラゴンズ「ドラゴンズオリジナル測量野帳」
- 星野源 コンサートツアー「POP VIRUS」グッズ